# Esteban Andrada
Esteban Andrada, né le 26 janvier 1991 à Mendoza en Argentine, est un footballeur international argentin évoluant au poste de gardien de but au CF Monterrey.

## Biographie

### CA Lanús
Esteban Andrada est formé par le CA Lanús qu'il rejoint en 2008 après être passé par le San Martín de Mendoza (en). Il joue son premier match avec les professionnels le 10 juin 2013, lors d'une rencontre de championnat face à l'Estudiantes La Plata. Andrada est titulaire et son équipe s'incline par deux buts à zéro.
Lors de la saison 2014-2015 Andrada est prêté à Arsenal de Sarandi.

### Boca Juniors
Le 6 août 2018 Esteban Andrada s'engage en faveur d'un des plus importants clubs d'Argentine, Boca Juniors. Il fait sa première apparition sous les couleurs des Xeneize le 9 août suivant, lors d'une rencontre de Copa Libertadores remportée par Boca contre le Club Libertad.
Titulaire dans les buts de Boca, il participe au sacre de son équipe, qui devient Champion d'Argentine en 2020.
Andrada marque l'histoire du championnat argentin en 2019 en gardant sa cage inviolée pendant 1 129 minutes. Il bat ainsi le record jusqu'ici détenu par Marcos Croce (en), qui était resté 1077 minutes sans prendre de but avec le Racing Club.

### CF Monterrey
Lors de l'été 2021, Esteban Andrada rejoint le Mexique afin de s'engager en faveur du CF Monterrey.
Andrada remporte la Ligue des champions de la CONCACAF 2021. Il est titularisé lors de la finale qui a lieu le 29 octobre 2021 face au Club América. Son équipe s'impose par un but à zéro.

### En sélection
Esteban Andrada honore sa première sélection avec l'équipe nationale d'Argentine, le 26 mars 2019, lors d'une rencontre amicale face au Maroc, que l'Argentine remporte par un but à zéro. Andrada faisait partie des trois gardiens retenus par le sélectionneur Lionel Scaloni pour participer à la Copa América 2019 mais une blessure au genou l'empêche de tenir sa place et il est remplacé par Juan Musso.

## Palmarès

### En club
CA Lanús
- Supercoupe d'Argentine
  - Vainqueur : 2016.

 Boca Juniors
- Champion d'Argentine
  - Champion : 2020.

 CF Monterrey
- Ligue des champions de la CONCACAF
  - Vainqueur : 2021.